# 1545
1545 је била проста година.